# Antichthonidris
Antichthonidris – rodzaj mrówek, czasami włączany do rodzaju Monomorium. Gatunkiem typowym rodzaju jest Monomorium denticulatum Mayr, 1887. 

## Gatunki
Rodzaj obejmuje dwa gatunki:
- Antichthonidris bidentata (Mayr, 1887)
- Antichthonidris denticulata (Mayr, 1887)